# Juan Manuel Elizondo
Juan Manuel Elizondo (* 8. Juni 1983 in León) ist ein mexikanischer Tennisspieler.

## Karriere
Elizondo spielte von 2000 bis 2002 erste Turniere auf der drittklassigen ITF Future Tour. 2003 gelang ihm jeweils der Einzug unter die Top 1000 der Weltrangliste. Im Doppel gewann er auch seinen ersten Future-Titel. Die meiste Zeit nahm er an Turnieren in seinem Heimatland teil, von wo er den Sprung auf die höher dotierte ATP Challenger Tour nicht schaffte. Ende 2004 in Guadalajara gelang ihm sein erstes Sieg bei einem Challenger, als er ins Viertelfinale einzog. Auch ein Jahr später in Puebla kam er bis ins Viertelfinale, wodurch er in der Rangliste bis auf Platz 446 aufstieg, den höchsten Platz, den er in seiner Karriere erreichte. 2006 kam der Mexikaner dann auch zu seinem einzigen Erfolg bei einem Future-Turnier, während ihm im Doppel sein einziger Titel bei einem Challenger in León glückte – an der Seite von Miguel Gallardo Valles.
Darauf folgten eine weniger gute Zeit, in der Elizondo im Doppel aus den Top 1000 fiel; im Einzel konnte er ohnehin nicht an seine Zeit von 2005 anknüpfen. 2007 spielte Elizondo in zwei Begegnungen für die mexikanische Davis-Cup-Mannschaft. Beide Male gewann er sein Match. 2008 und 2009 gelang ihm mit jeweils drei Future-Titeln im Doppel jedoch wieder nach oben vorzustoßen. Neben zwei Halbfinals bei Challengers wurde ihm in Acapulco mit seinem Landsmann César Ramírez eine Wildcard zugesprochen, sodass er zu seinem Debüt auf der ATP Tour kam. Gegen die an 2 gesetzten Łukasz Kubot und Oliver Marach hielten sie gut mit, doch verloren in zwei Sätzen. Auch ein Jahr später wurde ihm eine Wildcard zusammen mit Ramírez zuteil. Dieses Mal erreichten sie das Achtelfinale. Durch die Punkte stieg Elizondo auf Platz 297 und war damit in seiner Karriere am höchsten notiert. Nach insgesamt 10 Titeln bei Futures im Doppel, spielte Elizondo letztmals regelmäßig Turniere. 2013 kehrte er für ein Match an der Seite von Nicolás Massú in León zurück.

## Erfolge
| Legende (Anzahl der Siege)  |
| Grand Slam                  |
| ATP World Tour Finals       |
| ATP World Tour Masters 1000 |
| ATP World Tour 500          |
| ATP World Tour 250          |
| ATP Challenger Tour (1)     |

### Doppel

#### Turniersiege
| Nr. | Datum          | Turnier | Belag     | Partner                | Finalgegner                         | Ergebnis |
| --- | -------------- | ------- | --------- | ---------------------- | ----------------------------------- | -------- |
| 1.  | 23. April 2006 | León    | Hartplatz | Miguel Gallardo Valles | Dawid Olejniczak Alexander Satschko | 6:3, 6:4 |